# Candidaturas para os Jogos Pan-Americanos de 2023
A Organização Desportiva Pan-Americana recebeu duas candidaturas oficiais para sediar os Jogos Pan-Americanos e os Jogos Parapan-Americanos de 2023, uma de Santiago, Chile e outra de Buenos Aires, Argentina. Mais tarde no processo de candidatura, Buenos Aires retirou sua candidatura, deixando Santiago como a única candidata. Santiago foi eleita cidade-sede em 4 de novembro de 2017. A PASO originalmente pretendia realizar a eleição da cidade sede em Lima, Peru, que também seria o local da 55ª Assembleia Geral da PASO, mas mudou o local para Praga, República Tcheca, o local da 22ª Assembleia Geral da ANOC para permitir que o Peru se concentrasse na preparação dos Jogos Pan-Americanos.

## Cidades candidatas
- Santiago, Chile

O Comitê Olímpico Chileno (COCH) apresentou uma proposta de última hora em 31 de janeiro de 2017, pouco antes do prazo para apresentação de propostas. Neven Ilic, presidente do COCh, disse que a candidatura terá como base os Jogos Sul-Americanos de 2014 . Santiago se candidatou para sediar os Jogos Pan-Americanos de 2019 e foi premiado com os Jogos Pan-Americanos de 1975 e 1987, mas as duas vezes dificuldades financeiras e problemas políticos forçaram os organizadores a se retirar. Santiago foi selecionado para sediar os Jogos Pan-Americanos de 2023 em 4 de novembro de 2017.

## Candidaturas canceladas
- Buenos Aires, Argentina

O Comitê Olímpico Argentino confirmou a candidatura de Buenos Aires em 27 de janeiro de 2017, depois que o presidente Mauricio Macri e o chefe de governo Horacio Rodríguez Larreta assinaram cartas de apoio. Rosário ou Mar del Plata sediariam alguns eventos em águas abertas. A capital argentina sediou os primeiros Jogos Pan-Americanos, os Jogos Sul-Americanos de 2006 e os Jogos Olímpicos de Verão da Juventude de 2018 . No entanto, em 21 de abril de 2017, o Comitê Olímpico Argentino retirou a candidatura de Buenos Aires, deixando Santiago como a única cidade candidata. O presidente do COA, Gerardo Werthein, alegou uma potencial candidatura pelos Jogos Pan-Americanos em 2027, já que o orçamento necessário para organizar o Pan em 2023 seria demais para o momento da economia da Argentina.

## Apresentaram interesse preliminar em candidaturas
Outras cidades na Argentina, Brasil, Colômbia e Porto Rico manifestaram interesse em licitar, mas não enviaram licitações quando as inscrições foram devidas.
- Mar del Plata: O prefeito da cidade, Gustavo Pulti, afirmou que a candidatura da cidade aos Jogos Pan-Americanos de 2023 seria acompanhada pelo Congresso Argentino. A mesma já havia sediado os Jogos Pan-Americanos de 1995.[10]
- Rosário: Depois de perder a disputa pela sede ao evento de 2019, a cidade buscaria receber os Jogos de 2023. Nas palavras de Mónica Fein (intendência municipal), em dezembro de 2014, a possibilidade era real e faria com que a cidade adiantasse vinte anos de obras estratégicas. Oficialmente, não houve candidatura.[11]
- Bogotá: Havia o anseio por parte da presidência do Comitê Olímpico Colombiano sobre candidatar a capital de seu país para receber este evento. Mesmo sem a candidatura ter sido formalizada, as autoridades colombianas descartaram esta possibilidade em janeiro de 2017.[12]
- Cali: Esta importante cidade colombiana sediou os Jogos Pan-Americanos de 1971 e, recentemente, abrigou os Jogos Mundiais de 2013. Com a experiência adquirida, Rodrigo Guerrero queria levar adiante o projeto de receber este evento em 2023.[13] Contudo, em janeiro de 2017, o país declinou a possibilidade de receber os Jogos.[12]
- Medellín: Jorge González (da Federação Colombiana de Ciclismo) e Julio Gómez (integrante do Comitê Olímpico Colombiano) acreditavam que, após a derrota da cidade na disputa pelos Jogos Olímpicos da Juventude de 2018, deveria-se focar ações visando receber os Jogos Pan-Americanos de 2023.[14] Em janeiro de 2017, entretanto, o país descartou quaisquer possibilidade de receber os Jogos.[12]
- San Juan: Após uma reunião com a presidente do Comitê Olímpico de Porto Rico e a secretaria de Esportes Porto-Riquenho, o governador Alejandro García Padilla havia anunciado que "Porto Rico voltará a sonhar novamente com os Jogos San Juan 2023". A cidade de San Juan sediou os Jogos Pan-Americanos de 1979.[15]
- São Paulo: A megalópole brasileira era vista como potencial candidata para receber os Jogos Pan-Americanos de 2023. Entretanto, nenhuma autoridade local ou nacional chegou a representá-la em caráter oficial.[16]
- Porto Alegre: Em agosto de 2014, o então prefeito da cidade, José Fortunati, declarou ter sido sondado por um membro da ODEPA sobre a possibilidade da capital gaúcha candidatar-se para receber os Jogos de 2023, anseio este mantido pelo mandatário municipal até 2016. Entretanto, não houve uma postulação oficial porto-alegrense quanto ao evento.[17][18]